# Chuyến bay 585 của United Airlines
Chuyến bay 585 của United Airlines là chuyến bay chở khách theo lịch trình từ Denver đến Colorado Springs, Colorado vào ngày 3 tháng 3 năm 1991, chở 20 hành khách và 5 thành viên phi hành đoàn trên máy bay. Chiếc 737 đã trải qua một sự cố bánh lái trong khi tiếp cận cuối cùng với đường băng 35 tại sân bay Colorado Springs, khiến máy bay bị rơi. Không có ai sống sót.
NTSB ban đầu không thể giải quyết nguyên nhân vụ tai nạn, nhưng sau những tai nạn và sự cố tương tự liên quan đến Boeing 737, vụ tai nạn được xác định là do lỗi trong thiết kế của bộ điều khiển công suất bánh lái 737 (PCU).

## Máy bay

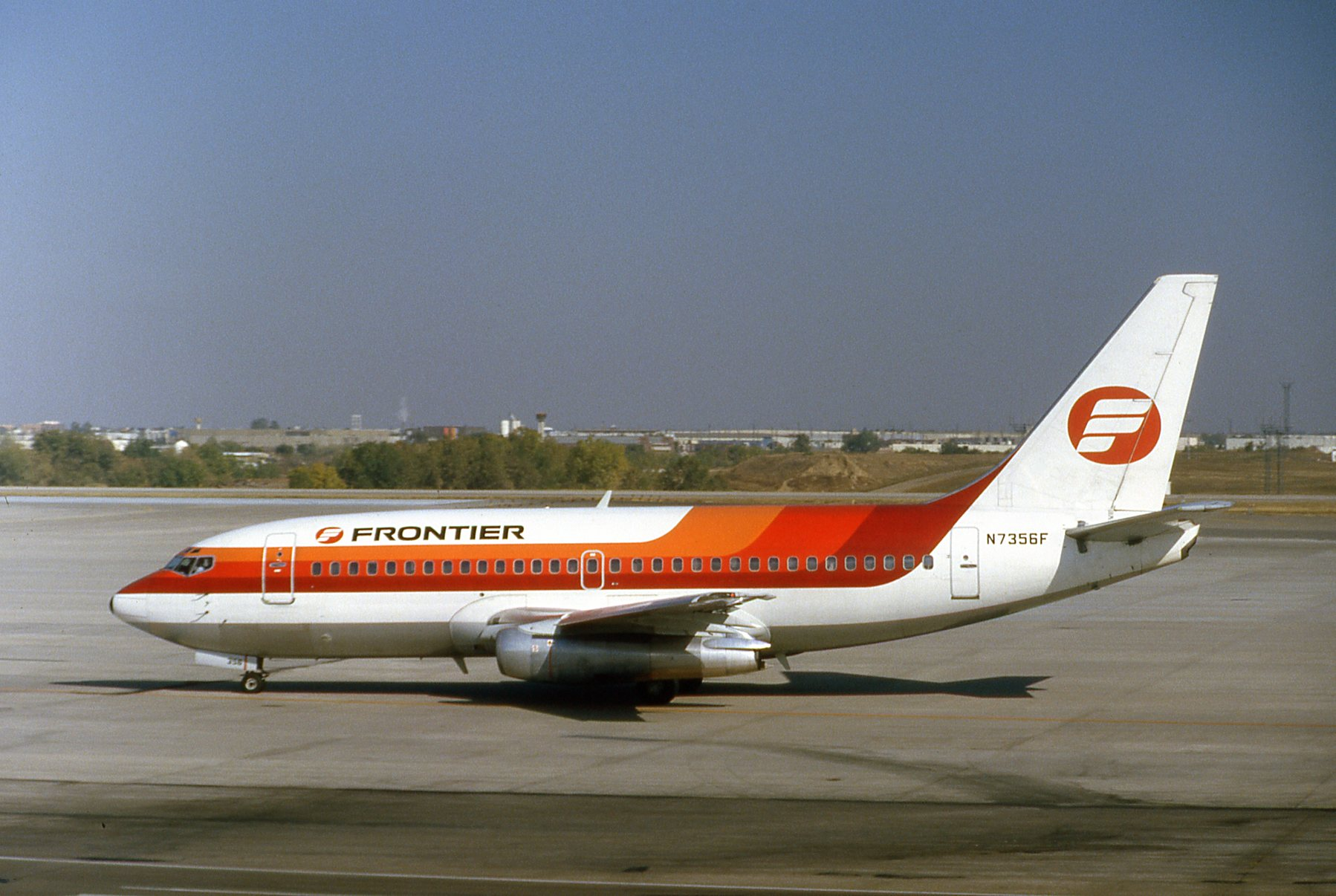
Chiếc máy bay gặp nạn khi vẫn đang hoạt động cho Frontier Airlines

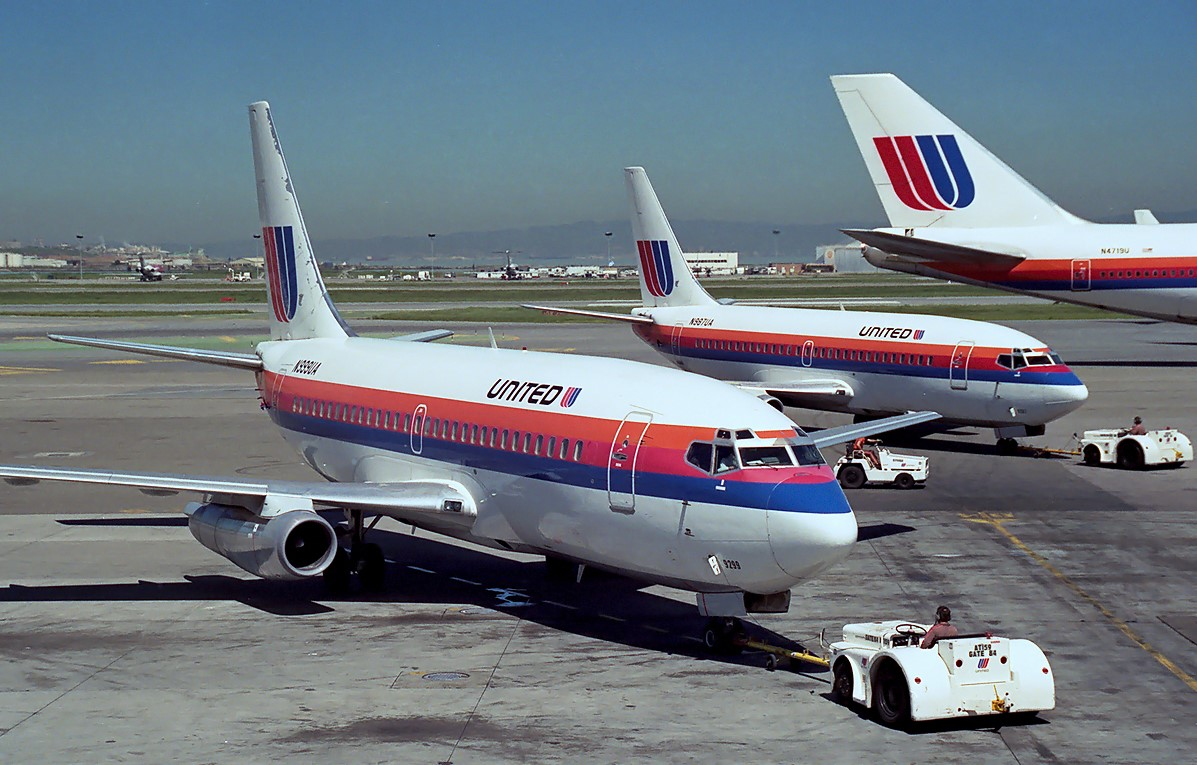
Một bức ảnh khác về N999UA, chiếc máy bay gặp nạn

Chuyến bay 585 được vận hành bởi một chiếc Boeing 737-291, đăng ký N999UA. Chiếc 737 ban đầu được sản xuất cho Frontier Airlines vào năm 1982 và được United Airlines mua vào năm 1986. Vào ngày xảy ra tai nạn, chiếc 737 đã tích lũy được khoảng 26.000 giờ bay.

## Phi hành đoàn
Phi hành đoàn bao gồm cơ trưởng Harold Green (52 tuổi), cơ phó Patricia Eidson (42 tuổi) và 3 tiếp viên hàng không. Cơ trưởng Green là người đã có hơn 10.000 giờ làm phi công của United Airlines (bao gồm 1.732 giờ trên chiếc 737), ông được các đồng nghiệp coi là một phi công bảo thủ, luôn tuân theo các quy trình vận hành tiêu chuẩn. Cơ phó Eidson đã tích lũy được hơn 4.000 giờ bay (bao gồm 1.077 giờ trên chiếc 737), và cô được cơ trưởng Green coi là một phi công rất có năng lực.

## Tai nạn
Chuyến bay 585 là chuyến bay thường xuyên của United Airlines từ sân bay PIA ở Peoria, Illinois đến Colorado Springs, Colorado, dừng trung gian tại Sân bay quốc tế Quad City ở Moline, Illinois và Sân bay quốc tế Stapleton đã ngừng hoạt động ở Denver, Colorado. Vào ngày 3 tháng 3 năm 1991, chuyến bay hoạt động từ Peoria đến Denver mà không gặp sự cố.
Vào lúc 09:23 sáng giờ chuẩn miền núi, chuyến bay 585 rời Denver với 20 hành khách và 5 thành viên phi hành đoàn trên máy bay và dự kiến đến Colorado Springs lúc 09:46 sáng. Vào lúc 09:37 sáng, máy bay chuẩn bị tiếp cận trực quan với đường băng 35. Chiếc 737 bất ngờ sau đó bất ngờ quay sang phải và hất mũi xuống. Phi công đã cố gắng bắt đầu một cuộc đi vòng quanh bằng cách chọn các vạt 15 độ và tăng lực đẩy. Độ cao giảm nhanh chóng và gia tốc tăng lên hơn 4G cho đến khi máy bay rơi xuống công viên Widefield, ít hơn bốn dặm từ ngưỡng đường băng, với tốc độ 245 mph. Chiếc máy bay phát nổ kh rơi. Theo báo cáo tai nạn, kết quả vụ tai nạn và vụ nổ đã khắc một miệng hố 39 ft dài 24 ft và sâu 15 ft. 25 người trên máy bay đã bị giết chết ngay lập tức. Một bé gái 8 tuổi sống gần đó chỉ bị thương nhẹ do chiếc 737 đã rơi xuống đất bởi lực va chạm.

## Điều tra
Uỷ ban An toàn Giao thông Quốc gia (NTSB) bắt đầu một cuộc điều tra, kéo dài trong 21 tháng.
Mặc dù vỏ bảo vệ bên ngoài của máy ghi dữ liệu chuyến bay (FDR) đã bị hỏng, băng dữ liệu bên trong vẫn còn nguyên vẹn và tất cả dữ liệu đều có thể phục hồi được. 5 thông số được FDR ghi lại: tiêu đề, độ cao, tốc độ không khí, gia tốc bình thường (tải G) và khóa micrô. FDR đã không ghi lại dữ liệu làm lệch bánh lái, aileron hoặc spoiler, điều này có thể hỗ trợ NTSB trong việc tái tạo lại những khoảnh khắc cuối cùng của máy bay.  Dữ liệu có sẵn tỏ ra không đủ để xác định lý do tại sao máy bay đột nhiên rơi vào trạng thái rơi thẳng gây chết người. NTSB coi là khả năng của một trục trặc của thiết bị điều khiển công suất bánh lái servo (mà có thể đã gây ra bánh lái để đảo ngược) và hiệu quả mà mạnh mẽ gió rotor từ lân cận dãy núi Rocky có thể có, nhưng đã có không đủ bằng chứng để chứng minh một trong hai giả thuyết.
Máy ghi âm buồng lái (CVR) cũng bị hỏng, nhưng băng dữ liệu bên trong cũng còn nguyên vẹn. Tuy nhiên, băng dữ liệu có các nếp gấp trong đó, dẫn đến chất lượng phát lại kém. CVR xác định rằng các phi công đã thực hiện một phản ứng bằng lời nói (và có thể là vật lý) đối với việc mất kiểm soát.

Do đó, báo cáo NTSB đầu tiên (ban hành ngày 8 tháng 12 năm 1992) đã không kết luận với "nguyên nhân có thể xảy ra" thông thường. Thay vào đó, họ tuyên bố: 
NTSB sau một nỗ lực điều tra toàn diện, không thể xác định bằng chứng thuyết phục để giải thích về việc rơi chuyến bay 585 của United Airlines.
Đây chỉ là lần thứ tư trong lịch sử của NTSB công bố báo cáo tai nạn máy bay cuối cùng với nguyên nhân có thể không xác định được.

### Can thiệp
Sau thất bại trong việc xác định nguyên nhân vụ tai nạn của chuyến bay 585, một vụ tai nạn khác của Boeing 737 đã xảy ra trong những trường hợp tương tự khi chuyến bay 427 của USAir bị rơi khi đang cố hạ cánh ở Pennsylvania năm 1994.

### Điều tra mới và nguyên nhân có thể xảy ra
NTSB đã mở lại cuộc điều tra về chuyến bay 585 song song với cuộc điều tra chuyến bay 427, do tính chất tương tự của vụ tai nạn.

Trong quá trình điều tra đổi mới của NTSB, người ta đã xác định rằng vụ tai nạn của chuyến bay 585 (và vụ tai nạn chuyến bay 427 sau này) là kết quả của sự cố bất ngờ của bộ phận điều khiển bánh lái của máy bay. Một sự cố khác (không gây tử vong) góp phần vào kết luận là chuyến bay 517 của Eastwind Airlines, có vấn đề tương tự khi tiếp cận Richmond vào ngày 9 tháng 6 năm 1996. Ngày 27 tháng 3 năm 2001, NTSB đã ban hành một sửa đổi báo cáo cho chuyến bay 585, trong đó phát hiện ra rằng các phi công đã mất kiểm soát máy bay vì trục trặc cơ học. Cuộc điều tra được gia hạn đã kết thúc với một "nguyên nhân có thể xảy ra" nêu rõ: 
NTSB xác định rằng nguyên nhân có thể xảy ra trong vụ tai nạn chuyến bay 585 của United Airlines là do mất kiểm soát máy bay do chuyển động của bề mặt bánh lái đến giới hạn xả đáy của nó. Bề mặt bánh lái rất có thể bị lệch theo hướng ngược lại với hướng dẫn của các phi công do bị kẹt của bộ phận điều khiển công suất điều khiển van bánh lái chính đến vỏ van điều khiển bù từ vị trí trung tính của nó và trượt quá mức của nắp trượt chính.

## Kênh truyền hình
Bộ phim truyền hình Discovery Channel Canada/National Geographic Mayday (Air Crash Investigation) đã kịch tính hóa vụ tai nạn của chuyến bay 585 và cuộc điều tra bánh lái 737 trong tập phim vào năm 2007 có tựa đề Hidden Danger (tạm dịch: Sự nguy hiểm tiềm ẩn).